# Narutaru
Narutaru (なるたる) est un manga dessiné et scénarisé par Mohiro Kitoh. Il a été prépublié dans le magazine Afternoon de l'éditeur Kōdansha entre 1998 et 2003, et a été compilé en un total de douze tomes. La version française est éditée par Glénat.
Il a été adapté en anime de treize épisodes en 2003.

## Synopsis
Le manga raconte l'histoire d'une enfant de douze ans, mêlée un peu par hasard au débarquement de créatures extraterrestres au large du Japon. L'œuvre distille une ambiance contrastée, avec des dessins et des trames légères mais des thèmes et des scènes très sombres. On peut ainsi y voir des scènes de viol, de suicide, et des discours idéologiques violents de certains personnages, invoquant par exemple les massacres des Khmers rouges.

## Manga

### Publication en France
En 1999-2000, l’éditeur de manga Glénat entreprend la publication du manga de Narutaru, pour l'arrêter soudainement au bout de deux volumes. Une polémique a en effet éclaté lors de la publication : les dessins enfantins du premier volume, malgré une ambiance inquiétante, laissent vite place à des scènes d'horreur pure, véritable cœur de l'intrigue de cette série.
N'ayant pas prévu un tel revirement de l'histoire, Glénat décide d'arrêter la publication,.
Pour faire le point et confronter les différents points de vue ayant trait à cette polémique, le magazine Animeland y consacra un article d'une page intitulé « Naru Taré ? ».
C'est finalement neuf ans après avoir arrêté sa publication en France que Glénat décide de rééditer Narutaru dans la collection Seinen. Le 1er volume est paru le 1er juillet 2009, et le tome 12 le 18 avril 2012.

### Liste des volumes
| no | Japonais         | Japonais | Français          | Français          |
| no | Date de sortie   | ISBN     | Date de sortie    | ISBN              |
| -- | ---------------- | -------- | ----------------- | ----------------- |
| 1  | 21 août 1998     |          | 1er juillet 2009  | 978-2-8116-0633-6 |
| 2  | 22 janvier 1999  |          | 23 septembre 2009 | 978-2-7234-7015-5 |
| 3  | 27 juillet 1999  |          | 10 novembre 2009  | 978-2-7234-7005-6 |
| 4  | 21 janvier 2000  |          | 17 février 2010   | 978-2-7234-7006-3 |
| 5  | 24 mai 2000      |          | 19 mai 2010       | 978-2-7234-7007-0 |
| 6  | 21 novembre 2000 |          | 25 août 2010      | 978-2-7234-7008-7 |
| 7  | 22 janvier 2000  |          | 17 novembre 2010  | 978-2-7234-7009-4 |
| 8  | 23 janvier 2002  |          | 4 mai 2011        | 978-2-7234-7010-0 |
| 9  | 23 juillet 2002  |          | 17 août 2011      | 978-2-7234-7011-7 |
| 10 | 21 janvier 2003  |          | 16 novembre 2011  | 978-2-7234-7012-4 |
| 11 | 23 juillet 2003  |          | 18 janvier 2012   | 978-2-7234-7013-1 |
| 12 | 22 décembre 2003 |          | 18 avril 2012     | 978-2-7234-7912-7 |

## Anime
L'anime retrace le scénario des 6 premiers volumes du manga.

### Liste des épisodes
| No | Titre français                                                    | Titre japonais                                 | Titre japonais                                                   | Date de 1re diffusion |
| No | Titre français                                                    | Kanji                                          | Rōmaji                                                           | Date de 1re diffusion |
| -- | ----------------------------------------------------------------- | ---------------------------------------------- | ---------------------------------------------------------------- | --------------------- |
| 01 | It's A Star Shape                                                 | それは星のカタチ                               | Sore Wa Hoshi No Katachi                                         | 7 juillet 2003        |
| 02 | Catastrophe During The Daytime                                    | 災いは光の内                                   | Wazawai wa Hikari no Uchi                                        | 14 juillet 2003       |
| 03 | The First Black One                                               | 黒の1号                                        | Kuro no Ichi Gō                                                  | 21 juillet 2003       |
| 04 | The Shadow Of A Child's Footprint                                 | 影は少年の歩幅で                               | Kage wa Shōnen no Hohaba de                                      | 28 juillet 2003       |
| 05 | An Angel's Game                                                   | 天使のお遊戯                                   | Tenshi no Oyūgi                                                  | 4 août 2003           |
| 06 | His Words Were True                                               | 彼の言葉は真実                                 | Kare no Kotoba wa Shinjitsu                                      | 11 août 2003          |
| 07 | The Scent Of Flowers To Those Who Fight And Those Who Die         | 戦う者に華の芳を, そして死ぬ者に               | Tatakau Mono ni Hana no Kaori o, Soshite Shinu Mono ni           | 18 août 2003          |
| 08 | Don't Close Your Eyes                                             | 目を閉じるな                                   | Me o Tojiru na                                                   | 25 août 2003          |
| 09 | A Fish's Life, A Human's Life                                     | 魚の命, 人の命                                 | Sakana no Inochi, Hito no Inochi                                 | 1er septembre 2003    |
| 10 | Now I Can Make It Because of You                                  | 今, あなたのためにできること                   | Ima, Anata No Tame Ni Dekiru Koto                                | 8 septembre 2003      |
| 11 | The Invisible Ground Level                                        | 見えない地平                                   | Mienai Chihei                                                    | 15 septembre 2003     |
| 12 | My Eyes Are The Victim's Eyes, My Hands Are The Assailant's Hands | わたしの目は被害者の目, わたしの手は加害者の手 | Watashi no Me wa Higaisha no Me, Watashi no Te wa Kagaisha no Te | 22 septembre 2003     |
| 13 | That With Which We Bestow Upon The Children Of The Future         | 未来の子ども達へ贈る                           | Mirai no Kodomo-tachi e Okuru                                    | 29 septembre 2003     |